# Quần đảo São Pedro và São Paulo

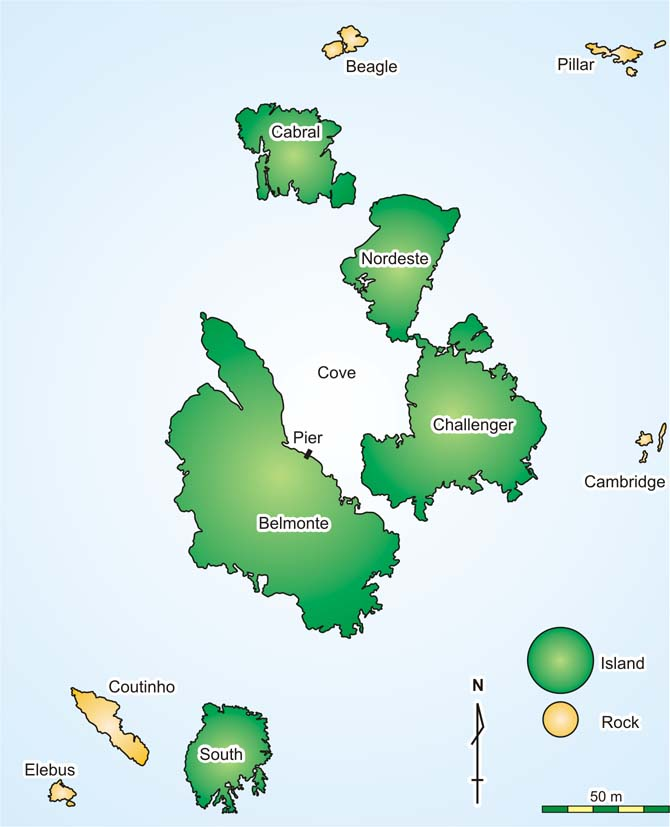
Bản đồ Quần đảo São Pedro và São Paulo

Quần đảo São Pedro và São Paulo (tiếng Bồ Đào Nha: Arquipélago de São Pedro e São Paulo [ɐʁkiˈpɛlɐgu dʒi sɐ̃w ˈpedɾw‿i sɐ̃w ˈpawlu]) là một nhóm 15 đảo nhỏ và đá ở trung tâm Đại Tây Dương xích đạo. Nó nằm trong Vùng hội tụ giữa hai chí tuyến, một vùng của Đại Tây Dương được đặc trưng bởi những cơn gió thấp trung bình có dấu chấm với các cơn bão địa phương. Nó nằm khoảng 940 km từ điểm gần nhất của lục địa Nam Mỹ (thị trấn ven biển miền tây Brasil Touros); 625 km về phía đông bắc của quần đảo Fernando de Noronha; 990 km từ thành phố Natal; và 1.824 km từ bờ biển phía tây châu Phi. Về mặt hành chính, quần đảo thuộc Brasil và là một phần của "khu thuộc bang" đặc biệt (tiếng Bồ Đào Nha: distrito estadual) của Fernando de Noronha, ở bang Pernambuco, mặc dù khoảng cách rất lớn giữa hai nhóm đảo và thậm chí còn lớn hơn khoảng cách đến lục địa bang.
Các đảo nhỏ lộ ra lớp vỏ bọc đáy ao và periotit đáy amiăng đen trên đỉnh cao nhất thế giới và lớn thứ hai trên thế giới (sau megamullion Parece Vela dưới Okino Tori-shima ở Thái Bình Dương). Nhóm này là vị trí duy nhất ở Đại Tây Dương, nơi lớp phủ sâu thẳm được tiếp xúc trên mực nước biển.
Năm 1986, quần đảo được chỉ định là một khu vực được bảo vệ môi trường. Đây là một phần của Khu vực bảo vệ môi trường Fernando de Noronha. Từ năm 1998, Hải quân Brazil đã duy trì một cơ sở nghiên cứu có người lái cố định trên các đảo. Hoạt động kinh tế chính quanh các đảo nhỏ là đánh bắt cá ngừ.